# Ádám György (jogász)
Ádám György (Budapest, 1921. szeptember 27. – Budapest, 2011. június 18.) jogász, filozófus, egyetemi tanár.
| Ádám György                               | Ádám György |
| Kattints az alábbi külső linkek egyikére! | Kattints az alábbi külső linkek egyikére! |
| ----------------------------------------- | --- |
| Nem található szabad kép.(?)              | |
| külső link · jogvédett                    | Elhunyt Dr. Ádám György ügyvéd, Holokauszt-túlélő                                                                                                   |
| külső link · jogvédett                    | Sereg András. Ádám György – A műhibaperek atyja. Jogi Fórum. 2018.                                                                                  |
| külső link · jogvédett                    | Ádám György egy kiránduláson. MKKE Ipari Kar. 1963/67. A 7-es csoport egy börzsönyi kiránduláson 1964 május hónapban a Kóspallagi Tanácsháza előtt. |

## Életútja
Apja, Ádám Manó gimnáziumi igazgató, anyja, Téri Teodóra vegyész, az MTA főelőadója volt. Testvérei Ádám István, az első Eötvös-jutalommal díjazott matematikus és Ádám András csellóművész, a holokauszt áldozatai. Nagyszülei, Ádám Miksa (1856–1943) kárpitos nagykereskedő, az Ádám Miksa Rt. tulajdonosa és Grosz Eugénia (1865–1932). Felesége: 1945-től Ádám Magda (= Ádám Györgyné Róth) Magdolna (1925. okt. 15. Turjaremete, Ung vm. – 2017. febr. Bp.): történész, az MTA doktora. Elvált.
1927-ben íratták be a szülei a Deák téri evangélikus elemi iskolába, majd a budapesti Bolyai Reáliskolában tanult. 1940-ben a Kandó Kálmán Elektromos Szakiskolában érettségizett, majd 1948-ban az Eötvös Loránd Tudományegyetem jogi karán állam- és jogtudományi végbizonyítványt, 1957-ben doktori oklevelet szerzett. 1957-ben a filozófia tudományok kandidátusa, 1987-ben a doktora lett. 1942-ben Budapesten, egy magániskolában dolgozott nevelőtanárként, majd a háború végéig több alkalommal vitték munkaszolgálatra.
1945-ben az MKP politikai munkatársa lett. 1945 és 1949 között a Gazdasági Rendőrség munkatársaként működött. A Belügyminisztérium (BM) Rendőrtiszti Akadémiáján a büntetőjog és a filozófia tanára (1948–1951 és 1956–1962; 1951-ben elbocsátották, 1956-ban tért vissza). A Közért Központ (1952–1954), az Építésügyi Minisztérium jogásza, jogtanácsadója (1954–1956), az Országos Kőolaj- és Gázipari Tröszt (OKGT) jogtanácsosa (1962–1964). A Semmelweis Egyetem Marxizmus-Leninizmus Intézet Filozófia Tanszéke egyetemi adjunktusa (1964–1975). Az 1960-as években, 1962-től a Marx Károly Közgazdaságtudományi Egyetemen is tanított dialektikus és történelmi materializmust és filozófiatörténetet. Az Etikai–orvosetikai Csoport csoportvezető egyetemi docense (1975–1988), egyetemi tanára (1988. júl. 1.–1991. jún. 30.).
Ügyvédi irodát nyitott (1991-től), amelynek profilja egészségügyi jogi és orvosi műhibaperek voltak. Az Eötvös Loránd Tudományegyetem ÁJTK c. egy. tanára (1992-től). A Liszt Ferenc Zeneművészeti Főiskolán az etika tanára (1982–1988). Az MSZMP Budapesti Pártbizottságán a filozófia tanára (1960–1988). Tudományos pályafutásának kezdetén felelősségelmélettel, elsősorban az erkölcsi és jogi felelősség struktúrájával foglalkozott, majd érdeklődése orvosi jogi és orvosetikai kérdések felé fordult. Először írta le az orvosi hálapénz rendszer magyarországi ellentmondásait és dolgozta fel történetét, majd vizsgálta az orvosi műhibapereket. Vezető szerepet játszott az orvosetika egyetemi tantárgy kidolgozásában és megszervezésében. Ügyvédként elsősorban holokausztpereket vállalt. Tagja volt az MTA Filozófiai Bizottság Etikai Albizottságának (1980-tól) és a MOTESZ Gasztroenterológiai Társaság Etikai Elnökségének.

## Díjai, elismerései
- Magyar Népköztársasági Érdemérem bronz fokozata (1952)
- Munkás-Paraszt Hatalomért Emlékérem (1957)
- BM Szolgálatért Érem (1958)
- Felszabadulási Jubileumi Emlékérem (1970)
- Munka Érdemrend ezüst fokozata (1980)

## Fontosabb művei
- Ádám György (1921-2011) 15 publikációjának adatai. OSZK. Katalógus.[3]
- A nyomozás felfüggesztése (Rendőrségi Szemle, 1959. 2.)
- A tévedés értékelése a büntetőjogban (Rendőrségi Szemle, 1959. 4.)
- A bűncselekmény fogalma (Rendőrségi Szemle, 1959. 10.)
- A társadalmi tulajdon védelme a hatályos büntetőjogban (Magyar Jog, 1959. 8.)
- Az ártatlanság vélelmének szocialista felfogásáról (Jogtudományi Közlöny, 1960. 11.)
- A bűncselekmény tárgya (Rendőrségi Szemle, 1960. 6.)
- Az 1960. évi 14. tvr. rendelkezéseiről (Rendőrségi Szemle, 1960. 9.)
- A bizonyítási teher a büntetőeljárásban (Rendőrségi Szemle, 1960. 12.)
- A folytatólagos egység és a bűnhalmazat kérdései a BTK tervezetében (Magyar Jog, 1961. 2.)
- A védő szerepe a nyomázás során (Rendőrségi Szemle, 1961. 10.)
- A személyek javai elleni bűntettekről (Rendőrségi Szemle, 1962. 8.)
- A büntetőjogi felelősség (Jogtudományi Közlöny, 1963. 9-10.)
- A jogtalan használat (Magyar Jog, 1964. 12.)
- A jogtalan használat bűntettével összefüggő néhány jogalkalmazási kérdés (Magyar Jog, 1965. 1.)
- A középfokú irányító szerv, mint a felügyelet alá tartozó vállalatok döntőbizottsága (Döntőbíráskodás. 1965. 10.)
- Etikaoktatás a Budapesti Orvostudományi Egyetemen (Felsőoktatási Szemle, 1967. 9.)
- Az igazság érvényesülése a büntetőeljárásban (Jogtudományi Közlöny, 1967. 10-11.)
- Az ártatlanság vélelme és az alapos gyanú a büntetőeljárásban. 1–2. (Magyar Jog, 1968. 1–2.)
- Az orvos szabadsága és felelőssége (BOTE Tudományos Közleményei, 1968. 3.)
- A felelősség (Tájékoztató, 1969. 1.)
- A cselekmény társadalomra veszélyességének érdeklődése a jog alkalmazásában (Magyar Jog, 1970. 7.)
- A felelősség kialakulása és fejlődése (A filozófia időszerű kérdései, 1972)
- A nem-tudásért való felelősség (Világosság, 1972. 12.)
- Determinista koncepció, indeterminált szabadságvesztés? (Jogtudományi Közlöny, 1972. 1-2.)
- A felelősség fogalma. – A felelősség az ember kizárólagos sajátja (Elméleti és Módszertani Közlemények, 1973)
- A felelősségelmélet néhány problémája (A filozófia időszerű kérdései, 1973)
- Visszaeső bűnözők – visszaeső büntetőjog? (Magyar Jog, 1973. 9.)
- A felelősség megállapításának rendje. Kritikai tanulmány a felelősségelmélet köréből. Kandidátusi értekezés is (Bp., 1974)
- A személyiség védelme és az emberen végezhető kísérlet viszonya. Az emberkísérlet paradoxonai (SOTE Világnézeti Referáló Szemle, 1976)
- Az etika és a „szaketikák” (A filozófia időszerű kérdései, 1976)
- Felelősség a művészi alkotásban (Világosság, 1976. 1.)
- Az emberi magatartás meghatározottsága, a választás és a felelősség (Magyar Filozófiai Szemle, 1979. 1-2.)
- A szocialista államiság és a jog (SOTE Tudományos Közlemények, 1982)
- Az orvosi etika tárgya és tartalma (SOTE Tudományos Közleményei, 1983)
- A politikai, a jogi és az erkölcsi felelősség (A filozófia időszerű kérdései 59. Az erkölcs kérdései a szocializmus építésének jelenlegi szakaszában. Etikaoktatók országos továbbképző tanfolyama. Szeged, 1983. jan. 24–25. Előadások. Vál., szerk. Nagy Antal és Hársing László. Bp., 1984)
- Orvosi etika. Szöveggyűjtemény (Bp., 1984)
- Az orvosi hálapénz kifejlődésének jogi előzményei (Jogtudományi Közlöny, 1984. 10.)
- Az orvosi hálapénz hatályos jogunkban (Jogtudományi Közlöny, 1984. 11.)
- Az orvosi hálapénz körüli vitához (Társadalmi Szemle, 1984. 7-8.) Ld.:Hálapénz
- Az orvosi hálapénz története Magyarországon. 1–2. (Mozgó Világ, 1985. 2–3.)
- Az orvosetika alapproblémája egy speciális vonatkozásának kérdésében. MTA Doktori értekezés (Bp., 1986)
- Ádám György: Az orvosi hálapénz Magyarországon. Magvető Könyvkiadó, Budapest, 1986. 381. old. ISBN 963-14-0688-1 [4] Ld.:Hálapénz
- The Legal Judgement of the Gratulity for Doctors in Hungary (Acta Juridica, 1986. 1-2.)
- Az „orvosi hálapénz” büntetőjogi megítélése (Jogtudományi Közlöny, 1988. 9.)
- Adóztatás után. Még egyszer az orvosi hálapénzről (Bp., Magvető Könyvkiadó, 1989)
- Az Orvosi Kamara története. 1–16. (Orvosegyetem, 1989)
- Ethics and Genetics in Hungary. Czeizel Endrével (Ethics and Human Genetics. Berlin–New York–Tokyo, 1989)
- Egészségügyi jogi kézikönyv. Szerk., összeáll. (Bp., Közgazdasági és Jogi Könyvkiadó, 1990)
- Orvosi műhiba – rendőrségi eljárás (Belügyi Szemle, 1997. 12.)
- Bizonyítás a polgári peres eljárásban (Jogtudományi Közlöny, 1999. 10.)
- Jelentés az orvosi hálapénzről. Helyzetelemzés és következtetések; többekkel (Bp., Springer Orvosi Kiadó, 2000)
- Igazságügyi szakértés az „orvosi műhiba” perekben (Jogtudományi Közlöny, 2000. 10.)
- A polgári peres eljárás önellentmondásai, különös tekintettel az „orvosi műhiba” perekre. Az előszót Bárándy György írta (Bp., Logod Bt., 2002)
- Emberi lények-e a bírók? Ítélkezés orvosi műhibaperekben. Tanulmányok. (Solymár, 2003)
- Egységes és kétséges igazságszolgáltatás (Bp., Révai Digitális Kiadó, 2005)